# 1-й троллейбусный парк (Москва)
1-й троллейбусный парк — бывший самостоятельный филиал ГУП «Мосгортранс», парк общественного транспорта, обслуживавший 15 троллейбусных маршрутов Центрального, Северного и Северо-Западного административных округов Москвы. Являлся хронологически первым троллейбусным парком не только в Москве, но и в СССР. Расположен в районе Сокол по адресу: Ленинградское шоссе, дом 4. С 1 августа 2016 года полностью вошёл в состав ФАТПа, впоследствии переименованного в Филиал Центральный ГУП Мосгортранс.

## История
Троллейбусное движение было открыто в Москве 15 ноября 1933 года. Первая линия соединила Белорусский вокзал и село Всехсвятское (ныне район Сокол). Для троллейбусов марки ЛК-1 в Головановском переулке был построен временный гараж. Однако он вмещал всего 4 машины, а остальные троллейбусы ночевали в Головановском переулке под открытым небом. Поэтому уже в июне 1934 года на 10-м километре Ленинградского шоссе началось строительство троллейбусного парка.
Официальное открытие 1-го троллейбусного парка состоялось 10 мая 1935 года. Гараж-профилакторий был рассчитан на 54 машины. Он был оборудован канавами глубиной 1,3 м, водоотливами для мойки, инструментами для поточной системы осмотра и ремонта машины. Подвальные помещения гаража предназначались для запасных шин и электрооборудования. В троллейбусном парке было устроено 20 подсобных помещений (кузнечно-рессорные, слесарно-механические, шинно-монтажные и ряд других мастерских).
По данным на начало 1936 года в 1-м троллейбусном парке был 61 троллейбус ЛК. В довоенные годы парк пополнился моделями ЯТБ-1 и двухэтажными ЯТБ-3. После начала Великой Отечественной войны часть троллейбусов было переделано в грузовые для обслуживания Северного речного порта. В военное время в троллейбусном парке было налажено производство гранат.
В конце 1940-х годов парк был расширен, появились первые модели МТБ-82, отличавшиеся большей вместимостью. К 1957 году в 1-м троллейбусном парке насчитывалось 259 машин. В 1960 году парк начал эксплуатацию моделей ТС-1, в а 1966 году их насчитывалось уже 115 единиц. В 1960-е годы в парк также поступили модели ТС-2. Списанные модели МТБ-82 к 1970 году были полностью заменены на ЗиУ-5, а в 1972 году в парк поступили трёхдверные троллейбусы ЗиУ-9. В 1975 году всего в парке насчитывалось 395 машин. В 1986 году парк пополнился новыми сочленёнными троллейбусами модели ЗиУ-10.
К 2015 году в 1-м троллейбусном парке было 222 единиц подвижного состава, среди которых троллейбусы моделей ЗиУ-682, АКСМ-101, БКМ-20101, СВАРЗ-6235.01, Тролза-5275.05, МТРЗ-52791, ВМЗ-62151-0000010-02.
В парке был 1 старый троллейбус (ЗиУ-682Г-016 2001 г. в.) — 1712, до лета 2016 года он ходил по 70 маршруту, после чего был списан.